# Poppenhausen (Wasserkuppe)
Poppenhausen (Wasserkuppe) è un comune tedesco di 2 717 abitanti,, situato nel land dell'Assia.